# Aldenham Purpuräpple

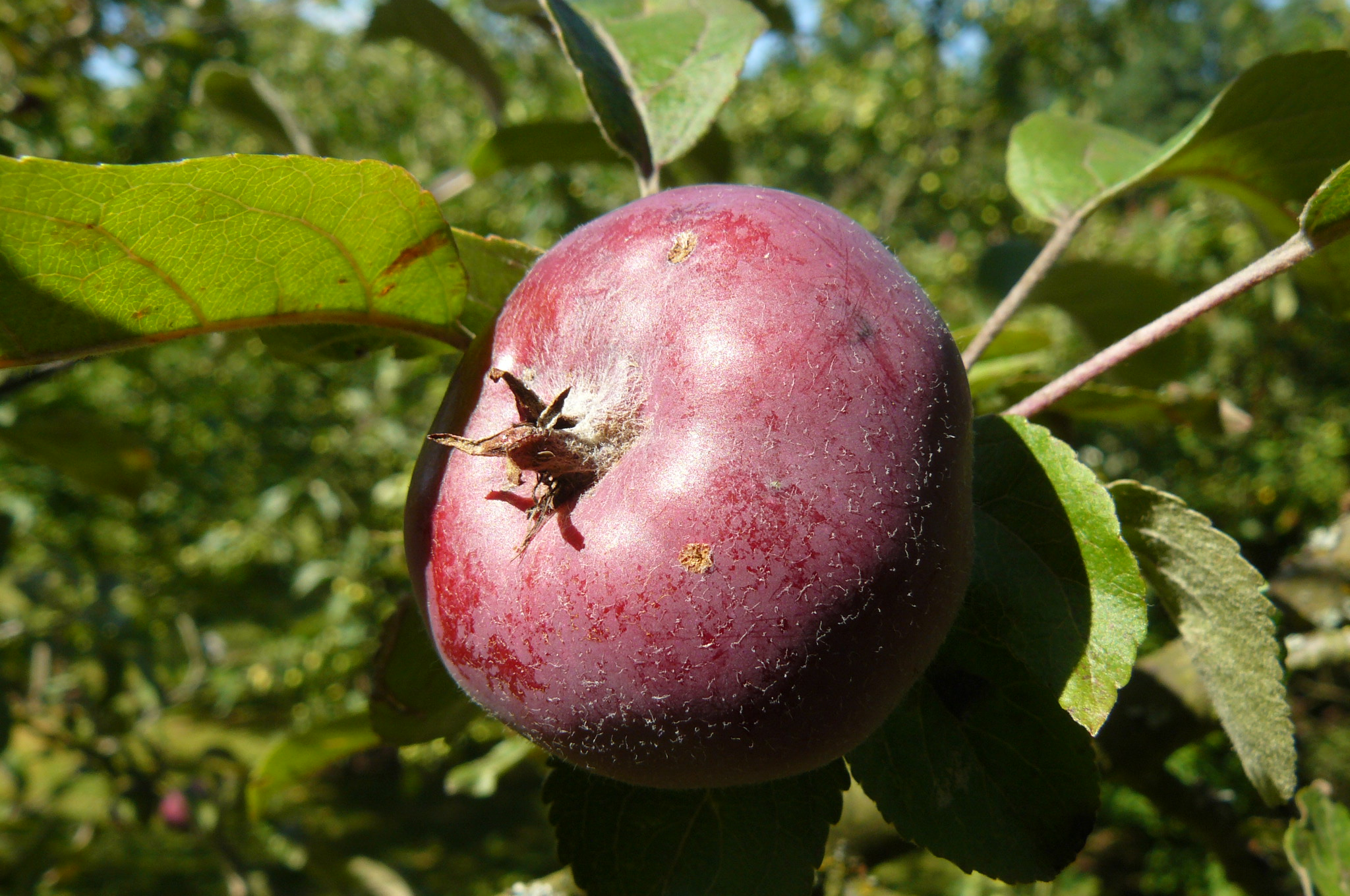
Aldenham Purpur

Aldenham Purpuräpple är en äpplesort vars frukt, blommor och skal är av mestadels röd färg. Äpplet togs fram år 1925 i Hertford, England och har även röda blad och rött fruktkött. Äpplet är sött med syrlig smak.
Blomningen är medeltidig, och äpplesorten pollineras av äppelsorter med samtidig blomning. I Sverige odlas detta äpple gynnsammast i zon I-II och mognar i september.